# Böckersboda

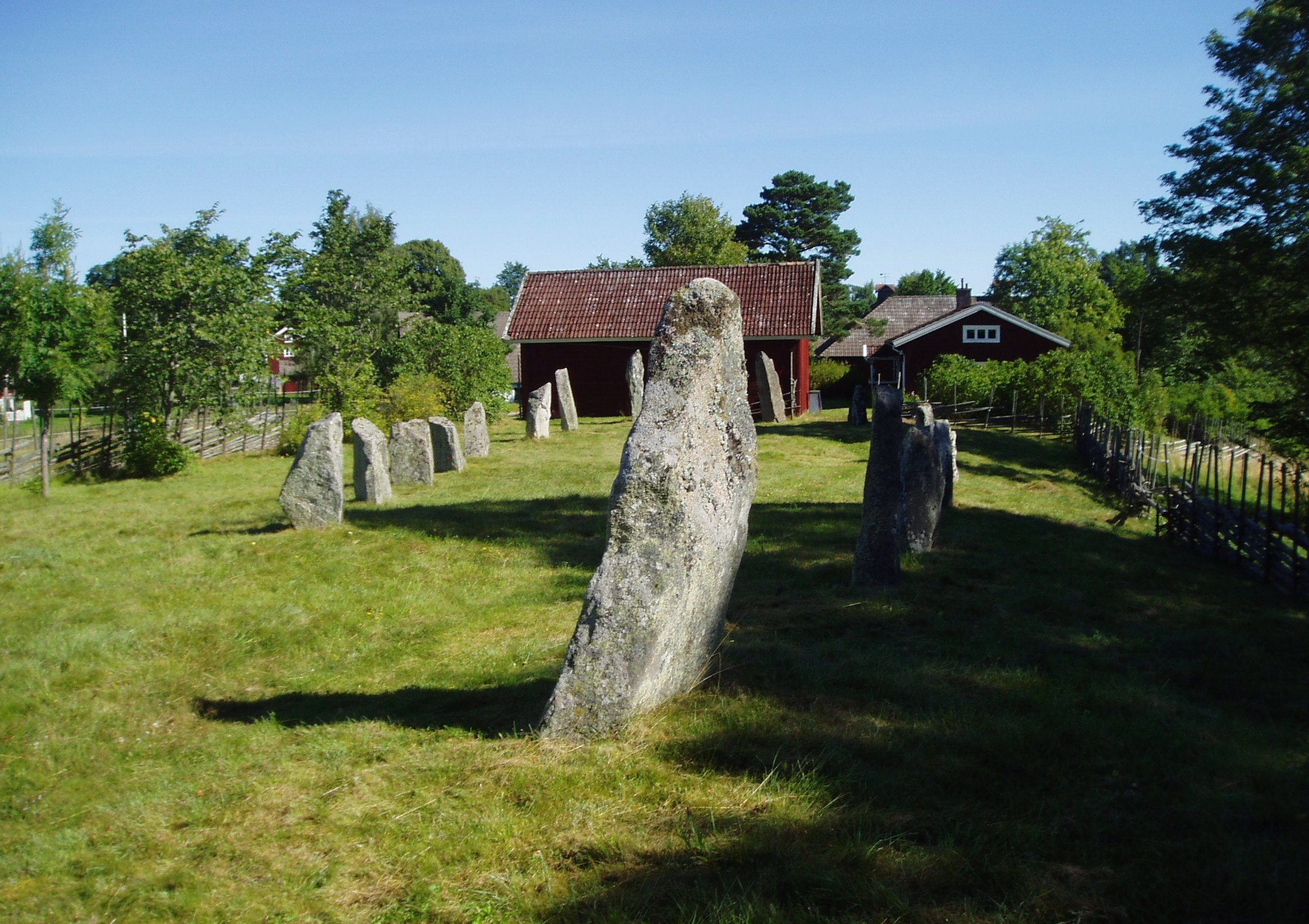
Skeppssättningen i Böckersboda.

Böckersboda är en by nära Göta Kanal i Mariestads kommun, Västergötland. Söder om byn finns en skeppssättning.